# Kōichi Morishita

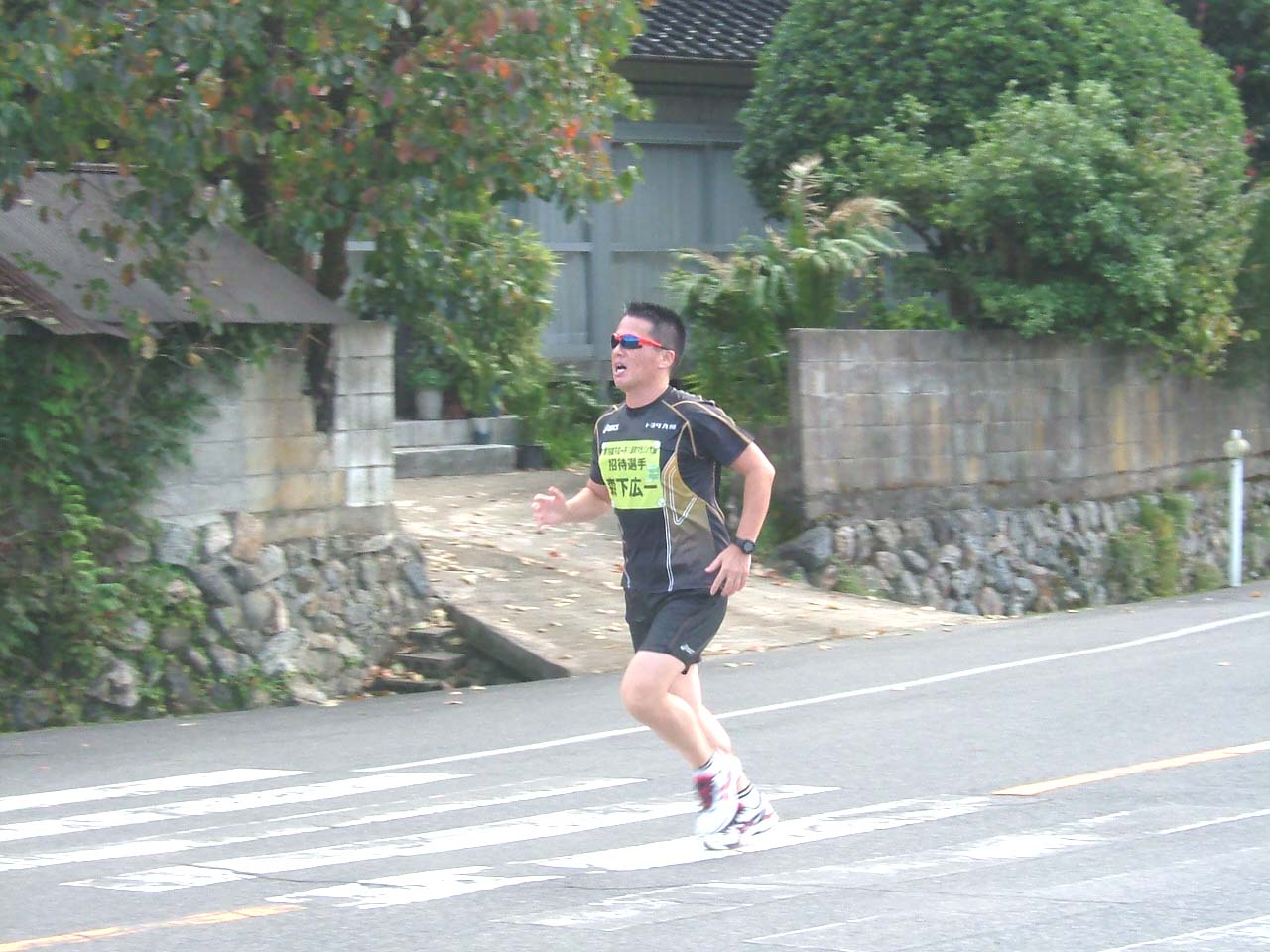
Kōichi Morishita

Kōichi Morishita (jap. 森下 広一, Morishita Kōichi; * 5. September 1967) ist ein ehemaliger japanischer Langstreckenläufer.
1991 lief der aus der Präfektur Tottori stammende Athlet beim Beppu-Ōita-Marathon mit 2:08:53 eine Weltjahresbestzeit. Bei den Leichtathletik-Weltmeisterschaften 1991 belegte er im 10.000-Meter-Lauf den zehnten Platz.
Im darauffolgenden Jahr qualifizierte er sich durch einen Sieg beim Tokyo International Men’s Marathon für den Marathon der Olympischen Spiele 1992 in Barcelona. Dort gewann er die Silbermedaille hinter Hwang Young-cho (KOR) und vor Stephan Freigang (GER).
Heute ist Morishita Trainer für das Leichtathletikteam von Toyota Motor Kyushu (eine in Kyūshū basierte 100%ige Tochter von Toyota) und betreut den kenianischen Halbmarathon-Weltrekordler Samuel Kamau Wanjiru.